# Liste von Größenordnungen der Masse
Dies ist eine Zusammenstellung von Massen verschiedener Größenordnungen zu Vergleichszwecken. Die Angaben sind oft als „typische Werte“ zu verstehen, die gerundet sind.
Grundeinheit der Masse im internationalen Einheitensystem ist das Kilogramm (Einheitenzeichen kg). Vielfache werden mit SI-Präfixen ausgehend vom Gramm gebildet. Zum Gebrauch mit dem SI sind auch die Atomare Masseneinheit oder Dalton (Einheitenzeichen u oder Da) und die Tonne (Einheitenzeichen t) zugelassen. In der EU und der Schweiz ist auch das metrische Karat eine gesetzliche Einheit. Diese Einheiten sind in der Zusammenstellung aufgeführt.

## Quektogramm – qg
1 Quektogramm = 10−30 g = 10−33 kg
- 1,78 qg – Massenzunahme eines Körpers, dessen innere Energie um 1 keV steigt

## Rontogramm – rg
1 Rontogramm = 10−27 g = 10−30 kg = 1000 qg
- 0,911 rg – Elektron

## Yoktogramm – yg
1 Yoktogramm = 10−24 g = 10−27 kg = 1000 rg
- 1,66 yg = 1 u – Atomare Masseneinheit
- 1,67 yg – Proton
- 225 yg – Higgs-Boson
- 310 yg – Top-Quark (schwerstes Elementarteilchen)
- 327 yg – Goldatom

## Zeptogramm – zg
1 Zeptogramm = 10−21 g = 10−24 kg = 1000 yg
- 69,7 zg – Protein-Molekül Aktin

## Attogramm – ag
1 Attogramm = 10−18 g = 10−21 kg = 1000 zg
- 5 ag – Titin (größtes menschliches Protein)

## Femtogramm – fg
1 Femtogramm = 10−15 g = 10−18 kg = 1000 ag
- 0,6 fg – Influenzavirus

## Pikogramm – pg
1 Pikogramm = 10−12 g = 10−15 kg = 1000 fg
- 1 pg – Bakterium Escherichia coli
- 90 pg – menschliches rotes Blutkörperchen

## Nanogramm – ng
1 Nanogramm = 10−9 g = 10−12 kg = 1000 pg
- 2 ng – tödliche Dosis des giftigsten bekannten Stoffs – Botulinumtoxin
- 10 ng – Birken-Pollenkorn

## Mikrogramm – μg
1 Mikrogramm = 10−6 g = 10−9 kg = 1000 ng
- 4 μg – menschliche Eizelle
- 175 μg – Sandkorn (0,5 mm Durchmesser)

## Milligramm – mg
1 Milligramm = 10−3 g = 10−6 kg = 1000 μg
- 10 mg – Waldameise
- 30 mg – Pfefferkorn
- 80 mg – Stubenfliege
- 200 mg = 1 metrisches Karat
- 250 mg – microSD-Karte

## Gramm – g
1 Gramm = 10−3 kg = 1000 mg
- 1 g – Hummel
- 3 g – Zuckerwürfel
- 7,5 g – 1-€-Münze
- 15–16 g – CD (12 cm Durchmesser) ohne Hülle
- 50–80 g – Hühnerei
- 100 g – Tafel Schokolade

## Kilogramm – kg
1 Kilogramm = 103 g = 1000 g
- 1,0 kg – ein Liter Wasser
- 1,3 kg – Gehirn eines erwachsenen Menschen
- 3,3 kg – durchschnittliche Masse eines Neugeborenen
- 7,3 kg – Kugel beim Kugelstoßen der Männer (16 angloamerikanische Pfund)
- 29 kg – Standardgehwegplatte (50 cm × 50 cm × 5 cm) aus Beton
- 50 kg – großer Sack Zement
- 250 kg – ausgewachsener Löwe
- 700 kg – Milchkuh

## Megagramm – Mg (Tonne)
1 Megagramm = 106 g = 1000 kg = 1 Tonne (t)
- 1 Mg – 1 Tonne
- 1,7 Mg – Auto der Mittelklasse
- 3–7 Mg – Elefant
- 40 Mg – vollbeladener Lastzug (Obergrenze des Zulässigen)
- 62 Mg – deutscher Kampfpanzer Leopard 2 A6M (Gefechtsgewicht)
- 80 Mg – Diesellokomotive der Deutschen Bahn DB-Baureihe 218
- 100 Mg – Blauwal
- 569 Mg – Airbus A380 – maximale Startmasse

## Gigagramm – Gg (Kilotonne)
1 Gigagramm = 109 g = 106 kg  = 1000 Mg = 1000 Tonnen
- 2,9 Gg – Saturn V, Startrakete der Apollo-Mondmissionen (davon 2 550 t Treibstoff)
- 5,6 Gg – Fregatte Sachsen (Schiff der deutschen Marine)
- 7,3 Gg – Stahlkonstruktion des Eiffelturms
- 53,1 Gg – Verdrängung der Titanic, im Jahr 1912 das größte Schiff
- 89,6 Gg – Verdrängung des Flugzeugträgers Enterprise
- 100 Gg – Golden Gate Bridge
- 564,7 Gg – größtes Schiff der Welt, der Öltanker Jahre Viking (voll beladen)

## Teragramm – Tg (Megatonne)
1 Teragramm = 1012 g = 109 kg = 1000 Gg = 1 Mt
- 4,26 Tg – Masse, die die Sonne pro Sekunde durch Kernfusion verliert
- 5 bis 6 Tg – Cheops-Pyramide
- 400 Tg – weltweite Papierproduktion pro Jahr

## Petagramm – Pg (Gigatonne)
1 Petagramm = 1015 g = 1012 kg = 1000 Tg = 1 Gt
- 2,8 Pg – weltweite Menge abgebauten Eisenerzes im Jahr 2011
- 200 Pg – Halleyscher Komet

## Exagramm – Eg
1 Exagramm = 1018 g = 1015 kg = 1000 Pg
- 10,7 Eg – Marsmond Phobos

## Zettagramm – Zg
1 Zettagramm = 1021 g = 1018 kg = 1000 Eg
- 5,15 Zg – Masse der Erdatmosphäre
- 939 Zg – Zwergplanet Ceres

## Yottagramm – Yg
1 Yottagramm = 1024 g = 1021 kg = 1000 Zg
- 1,38 Yg – Wasser aller Ozeane
- 73,5 Yg – Mond

## Ronnagramm – Rg
1 Ronnagramm = 1027 g = 1024 kg = 1000 Yg
- 5,97 Rg – Erde

## Quettagramm – Qg
1 Quettagramm = 1030 g = 1027 kg = 1000 Rg
- 1,90 Qg – Jupiter
- 1989 Qg – Sonne

## Höhere Größenordnungen
- 8.6e36 kg – Sagittarius A* (schwarzes Loch im Zentrum der Milchstraße)
- 3e42 kg – Milchstraße (einschließlich dunkler Materie)
- 1053 kg – Beobachtbares Universum